# Plus rien à f***
Pour plus de détails, voir Fiche technique et Distribution.
Plus rien à f*** (The F**k-It List) est un film américain réalisé par Michael Duggan et sorti en 2020 sur la plateforme Netflix.

## Fiche technique
- Titre : Plus rien à f***
- Titre original : The F**k-It List
- Réalisation : Michael Duggan
- Scénario : Michael Duggan, Dan McDermott
- Directrice artistique : Jessica Shorten
- Décoratrice : Raelyn Tepper
- Société de production : Awesomeness Films
- Société de distribution : Netflix
- Pays d'origine : États-Unis
- Genre : Film pour adolescents, Comédie
- Durée : 103 minutes
- Date de sortie : 1er juillet 2020[1]

## Distribution
- Eli Brown (VF : Alexis Gilot) : Brett Blackmore
- Madison Iseman (VF : Clara Quilichini) : Kayla Pierce
- Marcus Scribner : Clint Clark
- Karan Brar (VF : Maxime Baudouin) : Nico Gomes
- Tristan Lake Leabu (VF : Gabriel Bismuth-Bienaimé) : Les King
- Jerry O'Connell (VF : Thierry Wermuth) : Jeffrey
- Natalie Zea (VF : Amandine Pommier) : Kristen
- Amanda Grace Benitez (VF : Cerise Calixte) : Stacy Blau
- Callan Mulvey : Dee
- Camryn Manheim (VF : Josiane Pinson) : le principal Baird
- Andrew Bachelor (VF : Eilias Changuel) : Jasper Zim
- Peter Facinelli (VF : Sébastien Desjours) : Barry Brooks
- Brandon Bales : agent Styles
- Dana L. Wilson : agent Jackson
- Satya Bhabha (VF : Benjamin Gasquet) : Marheem Bemesdorfer
- Paul Mabon : agent de sécurité du lycée
- Marga López : Musette
- Aqueela Zoll (VF : Julia Boutteville) : Natalie Legere[2]